# Rüdiger Döhler

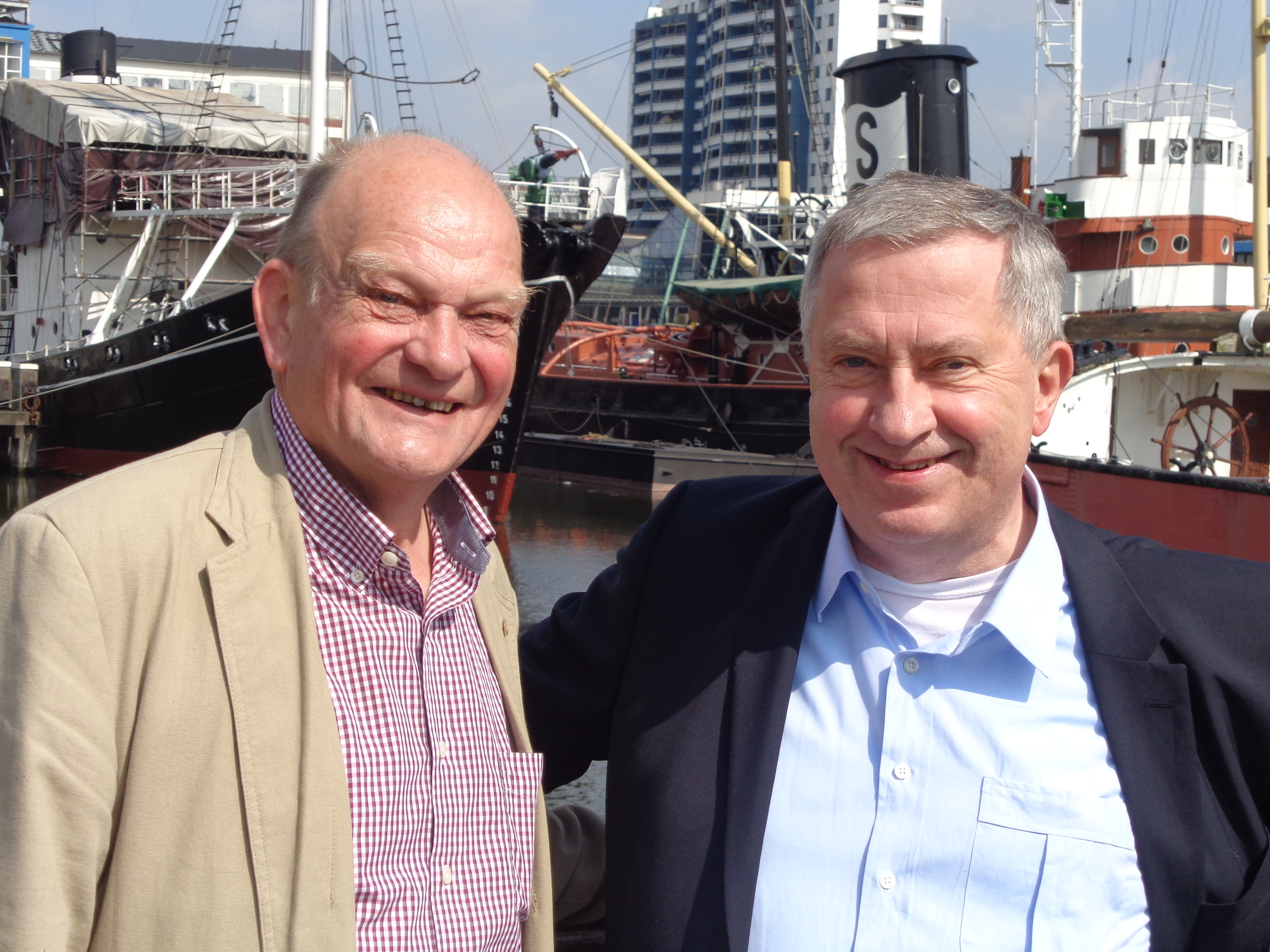
Raap i Döhler w Bremerhaven (2017)

Rüdiger Döhler (ur. 24 sierpnia 1948 w Rochlitz; zm. 28 września 2022 w Plau am See) – niemiecki profesor chirurgii ortopedycznej.

## Życie
Döhler spędził dzieciństwo w Erlau w Saksonii i w Hohen Neuendorf w pobliżu Berlina. W 1958 r. jego rodzina uciekła z NRD do Bremerhaven. Po zrobieniu matury w Szkole im. Wilhelma Raabego wstąpił do marynarki wojennej Niemiec w październiku 1967 r., a latem 1968 został przeniesiony do rezerwy, by mógł studiować. W latach 1968–1974 studiował medycynę w Kilonii, z przerwą na studia w Heidelbergu i Hamburgu. Podczas studiowania medycyny odbył szkolenie w wojsku obrony terytorialnej. W 1976 r. otrzymał stopień doktora na Uniwersytecie Chrystiana Albrechta w Kilonii.

### Praca kliniczna
Döhler szkolił się następnie w dziedzinie patologii (L.-D. Leder, Essen), chirurgii (G. Heinemann, Minden) i ortopedii (W. Blauth, Kilonia), a w 1983 r. przyznano mu tytuł chirurga ortopedy.
W marcu 1984 r. wyjechał do Edynburga i zajmował się pracą kliniczną w szpitalu ortopedycznym Princess Margaret Rose Orthopaedic Hospital, a dzięki stypendium Deutsche Forschungsgemeinschaft (Niemiecka Wspólnota Badawcza), prowadził badania podstawowe na Uniwersytecie Edynburskim (Sean P. F. Hughes).
W sierpniu 1985 r. wrócił do Kilonii, a trzy lata później przeniósł się do kliniki  Westfalskiego Uniwersytetu Wilhelma w Münsterze na chirurgię kręgosłupa (H. H. Matthiaß). W 1990 r. porzucił ortopedię i ponownie zajął się chirurgią urazową w klinice Asklepios w Altonie. Tam przyznano mu drugi tytuł chirurga ogólnego (1992 r.), przeprowadził także habilitację u specjalisty neuroanatomii, Wernera Liersego.
Po zjednoczeniu Niemiec w 1995 r. został szefem nowego szpitala w Plau am See, w Meklemburgii.
Döhler operował dzieci z Afryki i Azji Środkowej dla organizacji Friedensdorf International oraz byłych robotników przymusowych III Rzeszy z Polski i Ukrainy dla fundacji „Pamięć, Odpowiedzialność i Przyszłość”.

## Publikacje (wybrane)
- z H.-L. Poserem, D. Harmsem, H.-R. Wiedemannem: Systemic lipomatosis of bone: a case report. [w:] „Journal of Bone and Joint Surgery” (Br) 64-B (1982), s. 84–87.
- z L. Al-Arfajem, W. Löfflerem: Komplette Unterarmfrakturen bei Kindern. Möglichkeiten und Grenzen der konservativen Therapie. Eine Analyse von 195 Fällen. [w:] „Unfallheilkunde” 86 (1983), s. 22-27.
- z H. Hamelmannem, U. Lassonem: Aggressive Fibromatosen. [w:] „Der Chirurg” 55 (1984), s. 174–178.
- z W. A. Souterem, I. Beggsem, G. D. Smithem: Idiopathic hyperphosphatasia with dermal pigmentation: A twenty year follow-up. [w:] „Journal of Bone and Joint Surgery” (Br) 68-B (1986), s. 305–310.
- z S. P. F. Hughesem: Fibrous dysplasia of bone and the Weil-Albright syndrome. [w:] „International Orthopaedics“ 10, 1986, s. 53–62.
- z G. Hasselhofem, F. F. Hennigiem: Femurnagelung von Küntscher. Eine 74jährige Krankengeschichte. [w:] „Der Chirurg” 62 (1991), s. 639.
- Verletzungsfolgen an Bewegungsapparat und Wirbelsäule (Następstwa urazów aparatu ruchowego i kręgosłupa). [w:] A. Reichelt (red.): Orthopädie. Stuttgart 1993, ISBN 3-432-25201-3.
- z M.-L. Hansmannem: Plasmazelluläre und sklerosierende Osteomyelitis. Eine Nachuntersuchung von 21 Patienten. [w:] „Der Chirurg” 64 (1993), s. 190-194.
- z F. F. Hennigiem, S. P. F. Hughesem: Zur Reagibilität von kortikalen Knochenkapillaren. Funktionelle TEM-Analyse mit Adrenalin, ATP und Insulin. [w:] „Langenbeck’s Archiv für Chirurgie” 380 (1995), s. 176–183.
- z J. Menckiem, A. Döblerem: Zur Vaskularisation des Humerus. [w:] „Langenbeck’s Archiv für Chirurgie” 382 (1997), s. 123–127.
- z R. Feeserem: The helix wire in proximal humeral fractures. [w:] „Osteosynthese International” 8 (2000), s. 224–227.
- Lexikon orthopädische Chirurgie (Leksykon chirurgii ortopedycznej). Berlin (Springer) 2003 / 2013, ISBN 978-3-642-62529-9.
- Brauchen wir neue Hüftendoprothesen? (Czy potrzebujemy nowych endoprotez stawów biodrowych?) [w:] „Chirurgische Allgemeine“ 7 (2006), s. 471–475.
- M. Liehn, I. Middelanis-Neumann, L. Steinmüller, J. R. Döhler (red.): OP-Handbuch. Grundlagen, Instrumentarium, OP-Ablauf (Podręcznik operacyjny. Podstawy, narzędzia, przebieg operacji), 7. wyd. Berlin, Heidelberg, Springer 2007, ISBN 978-3-662-61100-5.

### Historia medycyny
- z Tadeuszem Zajączkowskim i Antonem M. Zamannem: Ludwig von Riediger – ein großer, in Deutschland vergessener Chirurg (Ludwik Rydygier – wielki chirurg zapomniany w Niemczech). [w:] „Der Chirurg” 84 (2013), s. 602–606, DOI:10.1007/s00104-013-2496-x.
- z Tadeuszem Zajączkowskim: Geist und Handwerk – der Chirurg Heinrich Klose (Duch i rzemiosło – chirurg Heinrich Klose). [w:] „Der Chirurg” 87 (2016), s. 614–618, DOI:10.1007/s00104-016-0201-6.
- z Tadeuszem Zajączkowskim i Jörgiem Wiesnerem: Großer Mann der zweiten Reihe – der Danziger Chirurg Arthur Barth (Wielki człowiek drugieo rzędu – gdański chirurg Arthur Barth). [w:] „Chirurgische Allgemeine” 18, 9 (2017), S. 436–439.
- z Tadeuszem Zajączkowskim: Der polnische Chirurg Antoni Jurasz – Frankfurt, Posen, Edinburgh, New York. [w:] „Der Chirurg” 90 (2019), s. 762–768, DOI:10.1007/s00104-019-1002-5.
- z Tadeuszem Zajączkowskim: Wilhelm Schultze – „Listers Apostel“ in Deutschland und Japan („Apostoł Listera” w Niemczech i Japonii). [w:] „Chirurgische Allgemeine”, 21 (2020), zeszyty 11+12, s. 585–589.
- z Tadeuszem Zajączkowskim i Caris-Petrą Heidel: Johann Adam Kulmus – zur Bedeutung seiner anatomischen Tabellen für die Chirurgie in Europa und für die Medizinerausbildung in Japan (Johann Adam Kulmus – znaczenie tabel anatomicznych dla chirurgii w Europie i kształcenia medycznego w Japonii). [w:] „Der Chirurg” 61 (2020), s. 1070–1077, DOI:10.1007/s00104-020-01231-6.
- Der Chirurg Wilhelm Wagner und der Oberschlesische Knappschaftsverein (Chirurg Wilhelm Wagner i Górnośląskie Zrzeszenie Górnicze). [w:] „Der Chirurg” 62 (2021), DOI:10.1007/s00104-021-01388-8.

### Korporacje studenckie
- Corps Masovia (Korporacja Masovia), München, Aventinus 2005, ISBN 3-00-016108-2
- Der Deutsche Idealismus und das Corpsstudententum (Niemiecki idealizm a studenci skorporowani), [w:] S. Sigler (red.) Freundschaft und Toleranz. 200 Jahre Corps Bavaria zu Landshut und München, München, Akademischer Verlag 2006, ISBN 3-932965-86-8, s. 183–188.
- Der Seniorenconvent zu Königsberg. Ostpreußen und seine Corps vor dem Untergang (Konwent seniorów w Królewcu. Prusy Wschodnie i ich korporacje przed upadkiem). [w:] „Einst und Jetzt“, ISSN 0420-8870: część I: rocznik 52 (2007), s. 147–176, część II: rocznik 54 (2009), s. 219–288.
- Siegfried Schindelmeiser: Die Albertina und ihre Studenten 1544 bis WS 1850/51 und Die Geschichte des Corps Baltia II zu Königsberg i. Pr. (1970–1985). Erstmals vollständige, bebilderte und kommentierte Neuausgabe in zwei Bänden mit einem Anhang, zwei Registern und einem Vorwort von Franz-Friedrich Prinz von Preußen (Uniwersytet Albrechta i jego studenci od 1544 do sem. zim. 1850/51. Historia korporacji Baltia II w Królewcu (1970–1985). Pierwsze pełne wznowienie z komentarzem), oracowane przez R. Döhlera i G. von Klitzinga, München 2010, ISBN 978-3-00-028704-6.
- Säulen Preußens. 59 Corpsstudenten als Oberpräsidenten preußischer Provinzen (Filary Prus. 59 studentów skorporowanych jako naczelnicy pruskich prowincji). [w:] „Einst und Jetzt” 55 (2010), s. 143–148, ISBN 978-3-87707-781-8.